# Felipe Nunag
Felipe Nunag (23 maart 1916 - 17 maart 1957) was een Filipijns bokser. 
Nunag deed mee aan de Olympische Spelen van 1936 in Berlijn in de categorie lichtvlieggewicht. Hij versloeg in de eerste ronde de Roemeen Dumitru Panaitescu. In de kwartfinale verloor hij echter van de Belg Raoul Degryse.
Felipe Nunag kwam in 1957 op 40-jarige leeftijd om het leven door de vliegramp op Cebu. Nunag was in die periode assistent en beveiliger van president Ramon Magsaysay, die ook om het leven kwam bij de vliegramp.